# Pústula (biología marina)
Pústula es como se denomina en biología marina a una formación con prominencias, generalmente más pequeñas que un tubérculo, en la concha de un molusco bivalvo o foraminífero dándole un aspecto punteado a la misma.
Son pequeñas acumulaciones calcáreas producidas en el último estadio de calcificación, limitándose a una pequeña área de la superficie de la concha y compuesta por microgránulos de calcita con una posible organización en su estructura. Suelen tener la terminación redondeada y no son estructuras huecas (Blow, 1979).